# Guram Kashia
Guram Kashia (en georgiano: გურამ კაშია; Tiflis, Georgia, 4 de julio de 1987) es un futbolista internacional georgiano que juega como defensa en el Š. K. Slovan Bratislava de la Superliga de Eslovaquia.
Su hermano Shota Kashia también es futbolista.

## Trayectoria

### FC Dinamo Tbilisi
Kashia comenzó su carrera en las juveniles del FC Dinamo Tbilisi. Jugó por primera vez en el segundo equipo en 2003. Fue ascendido al primer equipo en 2006 y hasta 2010 jugó un total de 91 partidos de liga, donde hizo doce goles. En su última temporada completa Kashia llegó a 33 apariciones en el primer equipo. Durante sus cuatro años en el equipo se consagró campeón de tres títulos (una liga nacional, una copa nacional y una supercopa nacional).

### Vitesse Arnhem
En fines de agosto de 2010 fue trasferido al Vitesse de la Eredivisie de los Países Bajos, por una suma de 300 000 €. El 18 de septiembre hizo su debut en condición de local contra el NAC Breda. Kashia se ganó la titularidad debido a la lesión de su compañero Frank van der Struijk. En el partido de visitante contra Heracles Almelo, el 26 de febrero de 2011 Kashia hizo su primer gol con el Vitesse, donde minutos antes había causado un gol en contra. Un mes más tarde, el Vitesse extendió su contrato hasta 2013.
En la pretemporada para la temporada 2011/12 Guram se gana la capitanía del Vitesse. El 22 de marzo de 2012 extendió su contrato hasta mediados de 2016.
En octubre del año 2015 Kashia firmó un nuevo contrato hasta 2020 con la opción, después de concluir su carrera como jugador de fútbol profesional, para trabajar en la organización del Vitesse. Esto generó que el club anunciara dicho acuerdo en una conferencia de prensa especial para los aficionados, donde varios de cientos de seguidores asistieron.
A principios de diciembre de 2015, los periodistas holandeses reconocieron a Kashia como el "Arnhemmer" del año 2015. Esto se debe a su ejemplo como futbolista y su larga relación con el Airborne partidos de la batalla de Arnhem. Después de la temporada 2015/16 gana la clasificación numérica de "De Gelderlander" y fue elegido por los aficionados como "jugador del año del Vitesse". El 11 de febrero de 2017 en el partido contra el Willem II, se convirtió en el noveno jugador con más de 200 partidos jugados para el Vitesse. A su vez, es el primer extranjero en la historia del club en alcanzar este record.
En los cuartos de final de la Copa KNVB 2016-17 el Vitesse derrotó al líder de la liga Feyenoord por 2-0 (Kashia anotó el primer gol), lo que permitió que el equipo avance a semifinales contra el Sparta Rotterdam. Dicho partido terminó en victoria 2-1 (Kashia anotó un gol en contra) y el Vitesse avanzó a la final del certamen. El 30 de abril de 2017 jugó la final de la Copa KNVB ante el AZ Alkmaar. El partido terminó 2-0 a favor del Vitesse, coronándose campeón de la Copa de los Países Bajos por primera vez en su historia.

### San Jose Earthquakes
En 14 de junio de 2018 fue fichado por el club estadounidense San Jose Earthquakes, en un contrato de dos años y medio. Quedó libre al final de la temporada 2020 después de que el club no ejerciera la opción de ampliarlo.
Tras la experiencia americana regresó a su país, firmando en marzo de 2021 por el F. C. Lokomotive Tbilisi.

## Selección nacional
Ha sido internacional 124 veces con la selección de su país, donde anotó tres goles.

### Participaciones en Eurocopas
| Copa          | Sede     | Resultado        | Partidos | Goles |
| ------------- | -------- | ---------------- | -------- | ----- |
| Eurocopa 2024 | Alemania | Octavos de final | 4        | 0     |

### Goles con la selección nacional
Scores and results list Georgia's goal tally first.
| #  | Fecha                 | Estadio                                           | Rival     | Gol | Resultado | Competición                          |
| -- | --------------------- | ------------------------------------------------- | --------- | --- | --------- | ------------------------------------ |
| 1. | 12 de octubre de 2012 | Estadio Olímpico de Helsinki, Helsinki, Finlandia | Finlandia | 1–0 | 1–1       | Clasificación Mundial de Brasil 2014 |
| 2. | 1 de junio de 2018    | Silberstadt Arena Schwaz, Schwaz, Austria         | Malta     | 1–0 | 1–0       | Partido amistoso                     |
| 3. | 2 de junio de 2022    | Estadio Borís Paichadze, Tiflis, Georgia          | Gibraltar | 2–0 | 4–0       | Liga de Naciones de la UEFA 2022-23  |

## Estadísticas

### Clubes
Actualizado al último partido jugado el 14 de mayo de 2017.
| Club | Div.          | Temporada     | Liga(2) | Liga(2) | Liga(2) | Copas nacionales(3) | Copas nacionales(3) | Copas nacionales(3) | Torneos Continentales(4) | Torneos Continentales(4) | Torneos Continentales(4) | Otras Competencias(5) | Otras Competencias(5) | Otras Competencias(5) | Total | Total | Total  |
| Club | Div.          | Temporada     | Part.   | Goles   | Asist.  | Part.               | Goles               | Asist.              | Part.                    | Goles                    | Asist.                   | Part.                 | Goles                 | Asist.                | Part. | Goles | Asist. |
| --- | ------------- | ------------- | ------- | ------- | ------- | ------------------- | ------------------- | ------------------- | ------------------------ | ------------------------ | ------------------------ | --------------------- | --------------------- | --------------------- | ----- | ----- | ------ |
| Dinamo Tbilisi Georgia | 1°            | 2006-07       | 11      | 2       | ?       | ?                   | ?                   | ?                   | 0                        | 0                        | 0                        | ?                     | ?                     | ?                     | 11    | 2     | ?      |
| Dinamo Tbilisi Georgia | 1°            | 2007-08       | 15      | 1       | ?       | ?                   | ?                   | ?                   | 3                        | 0                        | 0                        | ?                     | ?                     | ?                     | 18    | 1     | ?      |
| Dinamo Tbilisi Georgia | 1°            | 2008-09       | 29      | 1       | ?       | ?                   | ?                   | ?                   | 4                        | 1                        | 0                        | ?                     | ?                     | ?                     | 33    | 2     | ?      |
| Dinamo Tbilisi Georgia | 1°            | 2009-10       | 33      | 8       | ?       | 6                   | 1                   | ?                   | 4                        | 1                        | 0                        | ?                     | ?                     | ?                     | 43    | 10    | ?      |
| Dinamo Tbilisi Georgia | 1°            | 2010          | 3       | 0       | 0       | 0                   | 0                   | 0                   | 0                        | 0                        | 0                        | 0                     | 0                     | 0                     | 3     | 0     | 0      |
| Dinamo Tbilisi Georgia | Total club    | Total club    | 91      | 12      | ?       | 6                   | 1                   | ?                   | 11                       | 2                        | 0                        | ?                     | ?                     | ?                     | 108   | 15    | ?      |
| Vitesse Arnhem · Países Bajos | 1°            | 2010-11       | 28      | 3       | 1       | 3                   | 0                   | 0                   | -                        | -                        | -                        | -                     | -                     | -                     | 31    | 3     | 1      |
| Vitesse Arnhem · Países Bajos | 1°            | 2011-12       | 32      | 3       | 1       | 3                   | 0                   | 0                   | -                        | -                        | -                        | 4                     | 0                     | 0                     | 39    | 3     | 1      |
| Vitesse Arnhem · Países Bajos | 1°            | 2012-13       | 33      | 2       | 3       | 4                   | 0                   | 0                   | 4                        | 0                        | 0                        | -                     | -                     | -                     | 41    | 2     | 3      |
| Vitesse Arnhem · Países Bajos | 1°            | 2013-14       | 32      | 2       | 3       | 2                   | 1                   | 0                   | 2                        | 0                        | 0                        | 1                     | 0                     | 0                     | 37    | 3     | 3      |
| Vitesse Arnhem · Países Bajos | 1°            | 2014-15       | 26      | 1       | 2       | 2                   | 0                   | 0                   | -                        | -                        | -                        | 4                     | 1                     | 0                     | 32    | 2     | 2      |
| Vitesse Arnhem · Países Bajos | 1°            | 2015-16       | 27      | 5       | 4       | 1                   | 0                   | 0                   | 2                        | 0                        | 0                        | -                     | -                     | -                     | 30    | 5     | 4      |
| Vitesse Arnhem · Países Bajos | 1°            | 2016-17       | 34      | 1       | 1       | 5                   | 1                   | 1                   | -                        | -                        | -                        | -                     | -                     | -                     | 39    | 2     | 2      |
| Vitesse Arnhem · Países Bajos | Total club    | Total club    | 212     | 17      | 15      | 20                  | 2                   | 1                   | 8                        | 0                        | 0                        | 9                     | 1                     | 0                     | 249   | 20    | 16     |
| Total carrera | Total carrera | Total carrera | 303     | 29      | 15      | 26                  | 3                   | 1                   | 19                       | 2                        | 0                        | 9                     | 1                     | 0                     | 357   | 35    | 16     |
| (2)Umaglesi Liga (2006-2010), Eredivisie (2010-Act.). (3)Copa de Georgia (2006-2010), Copa de los Países Bajos (2010-Act.). (4)UEFA Europa League (2007-08, 2012-14, 2015-16), UEFA Champions League (2008-10). (5)Play-offs para ingresar a la UEFA Europa League. |               |               |         |         |         |                     |                     |                     |                          |                          |                          |                       |                       |                       |       |       |        |

## Palmarés

### Campeonatos nacionales
| Título                   | Club                    | País         | Año     |
| ------------------------ | ----------------------- | ------------ | ------- |
| Umaglesi Liga            | F. C. Dinamo Tbilisi    | Georgia      | 2007-08 |
| Supercopa de Georgia     | F. C. Dinamo Tbilisi    | Georgia      | 2008    |
| Copa de Georgia          | F. C. Dinamo Tbilisi    | Georgia      | 2008-09 |
| Copa de los Países Bajos | S. B. V. Vitesse        | Países Bajos | 2016-17 |
| Superliga de Eslovaquia  | Š. K. Slovan Bratislava | Eslovaquia   | 2021-22 |
| Superliga de Eslovaquia  | Š. K. Slovan Bratislava | Eslovaquia   | 2022-23 |
| Superliga de Eslovaquia  | Š. K. Slovan Bratislava | Eslovaquia   | 2023-24 |
| Superliga de Eslovaquia  | Š. K. Slovan Bratislava | Eslovaquia   | 2024-25 |